# Tomasz Tomaszewski (aktor)
Tomasz Tomaszewski (ur. 26 marca 1956 w Warszawie) – polski aktor, model, prezenter telewizyjny i komentator tenisa. Syn Bohdana i przyrodni brat Krzysztofa Logana.
Zastępca redaktora naczelnego miesięcznika „Tenis”, w Polsacie Sport komentuje turnieje wielkoszlemowe i Masters Series. Współpracował z wieloma rozgłośniami radiowymi i stacjami telewizyjnymi. Na antenie TVP1 prowadził teleturniej Gry olimpijskie. Był gospodarzem programu Werdykt na antenie Polonia 1. Współprowadził program „Forum” w Canale 5. Uczestniczył w międzynarodowych kampaniach reklamowych, m.in. Yves Saint Laurent, Dior, Armani.

## Filmografia
- 2008: 39 i pół – ojciec Karoliny
- 2006: Pogoda na piątek – Adam
- 2003, 2005: Sąsiedzi (odc. 16, 67, 151) – Igor Waleczny
- 2002: Cudzoziemiec (ang. The Foreigner) – ochroniarz
- 2001: Pieniądze to nie wszystko jako gość na gali Small Biznesu
- 1999: Kiler-ów 2-óch – sędzia tenisowy na meczu: prezydent RP kontra Jurek Kiler
- 1999-2000: Czułość i kłamstwa – Jacek Miśkiewicz
- 1995: Girl Guide – Garry Wise